# Demokrata Párt (Szerbia)
A Demokrata Párt (szerbül Демократска странка / Demokratska stranka, DS) a legnagyobb balközép (szociáldemokrata) politikai párt Szerbiában.

## Története

### A két világháború közötti időszak
A Demokrata Pártot 1919-ben alapították, a Szerb–Horvát–Szlovén Királyság megalakulását követően. Az Önálló Radikális Párt egyesült horvát és szlovén pártokkal, hogy megalapítsák a szociálliberális Demokrata Pártot. A párt megválasztott elnöke Ljubomir Davidovics volt, aki a Nemzetgyűlés elnöke és Belgrád polgármestere is volt. Az 1940-es halálát követően Milan Grol vette át az elnökséget. A Demokrata Párt elnyerte a voksok többségét az első, 1920-ban tartott választásokon, és 1929-ig ellenzékként és kormánypártként is működött (vagy önállóan vagy egy koalíció részeként). 1929-ben Sándor király megszüntette az alkotmányt és diktatúrát vezetett be, az ország nevét pedig Jugoszláv Királyságra változtatta. A Demokrata Párt ellenzékben maradt a második világháborúig.

### A második világháború alatt
Miután Németország és szövetségesei megszállták Jugoszláviát, a párt vezetőségének legnagyobb része Angliába menekült. Azok, akik maradtak, a csetnikekkel vagy a partizánokkal együtt harcoltak.
1945-ben a vezetőség visszatért Jugoszláviába, de a Demokrata Párt bojkottálta a kommunisták szervezte szavazást abban az évben. A választások után a Josip Broz Tito vezette Jugoszláv Kommunista Párt betiltotta a Demokrata Pártot. A tagjait üldözték, közülük sokakat pedig – többek között Milan Grolt – letartóztattak és hosszú börtönbüntetésre ítéltek.

### Az 1990-es években
A Demokrata Pártot 1990-ben újjászervezte a még néhány élő párttag az 1940-es évekből, az újabb generációkkal kibővülve. Dragoljub Micsunovicsot választották meg első elnöknek. A tagjai abban az évben később részt vettek az első kormányellenes tüntetéseken. A párt 7 képviselői helyet nyert az 1990-es decemberi választásokon.
Zoran Gyingyics lett a párt második elnöke, akit a párt 1994 januári konferenciáján választottak meg. 1997. február 21-én Belgrád polgármesterévé választották meg, amelyet több mint három hónapos békés tüntetés előzött meg, amelyen több százezer polgár tüntetett a Szlobodan Milosevics és társai által elkövetett választási csalás miatt.

### Napjainkban
Szlobodan Milosevics hatalma 2000-ben több százezer polgár tüntetését követően dőlt meg. A Demokrata Párt volt a Szerbiai Demokratikus Ellenzék (szerbül Demokratska Opozicija Srbije, DOS) nevű koalíció legnagyobb pártja, amely elnyerte a szavazatok 64,7%-át, megszerezve 176 képviselői helyet a 250-ből.
2003. március 12-én Zoran Gyingyics, Szerbia miniszterelnöke merénylet áldozata lett. Március 15-én temették el Belgrádban. A párt főbizottsága úgy döntött, hogy az új elnök megválasztásáig Zoran Živković vezesse a pártot, aki Szerbia miniszterelnöke is lett egy személyben.
Az SZDE koalíció 2003 őszén széthullott, és ekkor a kormány is elveszítette parlamenti többségét. Rendkívüli parlamenti választásokat írtak ki december 28-ára. A Demokrata Párt önállóan indult, és 37 képviselői helyet szerzett meg. Az új kormányba nem lépett be, amelyet a Szerbiai Demokrata Párt, a G17 Plusz, valamint a Szerb Megújhodási Mozgalom – Új Szerbia koalíciója alkotott, a Szerbiai Szocialista Párt külső támogatásával.
2004-ben Borisz Tadicsot választották meg a Demokrata Párt elnökévé. Ugyanabban az évben őt jelölték elnöknek, és nyert is, míg a Demokrata Párt a parlamentben ellenzéki szerepet töltött be.
A 2007-es szerbiai parlamenti választások alkalmával a Demokrata Párt 915 854 szavazatot, a szavazatok 22,71%-át nyerte el, és így 64 képviselői helyet kapott a 250-ből. Ebből 3-at a Szandzsáki Demokrata Párt kapott, amellyel együtt közös frakciót alkotnak Dusan Petrovics frakcióvezető és Milan Markovics frakcióvezető-helyettes vezetésével. A Szerb Köztársaság Nemzetgyűlése első ülésén a párt leginkább Martti Ahtisaari Koszovó-javaslata ellen szavazott.

## Politikája
A Demokrata Párt programja az alábbiakat tartalmazza:
- Támogatják a parlamentáris demokráciát.
- A közigazgatásnak és a közszolgáltatásoknak professzionálisoknak és depolitizáltaknak kell lenniük. A közszolgáltatásoknak hatékonyaknak kell lenniük, valamint tiszteletteljesnek a használóikkal szemben.
- A kormányzati intézményeket olcsón kell fenntartani.
- A kormányt a független bíróság és a független médiának kell ellenőriznie.
- Támogatják a kormány decentralizálását, úgy területileg mint funkcionálisan. Az önkormányzatoknak megfelelő hatalmat kell biztosítani ott, ahol az lehetséges. Vajdaságnak valódi autonómiát kell élveznie.
- A kormány tetteinek átláthatóaknak és a közvélemény számára nyitottnak kell lenniük.
- Az emberek részvétele lényeges. A kormányzati intézményeknek hozzáférhetőeknek kell lenniük.
- Támogatják az európai integrációt.
- A kormánynak biztosítania kell azokat a feltételeket, amelyek között a gazdaság szabadon működhet.
- Támogatják a kis- és középvállalkozásokat, a családi vállalkozásokat és az önálló földműveseket.
- Tilos a diszkrimináció nemi, fizikai megjelenési, meggyőződési, vallási és lakóhely alapon.
- Támogatják a középosztályt.
- A kormánynak be kell fektetnie az oktatásba, a közlekedésbe, az energiaiparba és a telekommunikációs infrastruktúrába.
- Támogatják a társadalmi szolidaritást.
- A kormánynak jóléti programokat kell fenntartania.
- Ösztönzik a civil szervezetek létrehozását.

## Választási eredmények
| Választás | Szavazatok száma | Szavazatok aránya | Mandátumok száma | Mandátumok aránya | Parlamenti szerepe |
| --------- | ---------------- | ----------------- | ---------------- | ----------------- | ------------------ |
| 1990-es   | 374 887          | 7,45%             | 7                | 2,8%              | ellenzék           |
| 1992-es   | 196 347          | 4,16%             | 6                | 2,4%              | ellenzék           |
| 1993-as   | 497 582          | 11,57%            | 29               | 11,6%             | ellenzék           |
| 1997-es   | -                | -                 | 0                | 0%                | nem indult         |
| 2000-es1  | 2 402 387        | 64,09%            | 45               | 18%               | kormánypárt        |
| 2003-as   | 481 249          | 12,58%            | 32               | 12,8%             | ellenzék           |
| 2007-es   | 915 854          | 22,71%            | 60               | 24%               | kormánypárt        |
| 2008-as2  | 1 590 200        | 38,42%            | 64               | 25,6%             | kormánypárt        |
| 2012-es3  | 863 924          | 22,07%            | 49               | 19,6%             | ellenzék           |
| 2014-es   | 216 634          | 6,03%             | 17               | 6,8%              | ellenzék           |
| 2016-os   | 227 589          | 6,02%             | 12               | 4,8%              | ellenzék           |
| 2020-as   | -                | -                 | 0                | 0%                | nem indult         |
| 2022-es4  | 520 469          | 14,09%            | 9                | 3,6%              | ellenzék           |

1 a Szerbiai Demokratikus Ellenzék eredménye, melynek fő ereje a Demokrata Párt
2 az Európai Szerbiáért koalíció eredménye, melynek fő ereje a Demokrata Párt
3 a Szövetség Egy Jobb Életért eredménye, a koalíció vezető ereje a Demokrata Párt
4 az Egyesült Szerbia koalíció eredménye, melynek fő ereje a Demokrata Párt